# QUIZOOM
『QUIZOOM』（クイズーム）は、2020年5月4日よりABEMA GOLDチャンネルで配信されるバラエティ番組。タイトルロゴは『QUIZOOM \3,000,000 GIFT FOR WINNERS』。

## 概要
新型コロナウイルス拡大の影響を受けた「GWおうちでアベマ」第4弾として企画された配信クイズ番組。
優勝賞金総額300万円を懸け、回答者は全員自宅から参加する完全リモートのクイズバトルを開催、その模様をライブ配信する。5月4日から3日間行い、毎日優勝者だけが挑戦できる100万円を賭けたボーナスステージを設ける。不正解の場合翌日に持ち越され最大300万円の賞金となる。
タイムラグによる誤答や雑音などを防ぐため日々のチャレンジャーにはA・B・C・Dの文字がそれぞれ記載された緑、オレンジ、青、桃色のカード、共通の早押しボタン、ヘッドセットが配布されている。スタジオとの連絡手段にはビデオ会議システム「ZOOM」が使用されている。チャレンジャー15名中12人が日替わりで出演。日によってクイズテーマは統一されている。
視聴者用には優勝者予想クイズを行い、総額100万円を用意する。
AbemaTV代表の藤田晋は「ABEMA初のクイズ番組」とツイートしている。

## 主なコーナー
12人によるサバイバルQバトル 4択Q　
1stステージ。正解上位が決勝へ進む。鐘が鳴った次の問題で正解ワースト1位が脱落。画面に白抜きの『dropout』の文字が重ねられ暗転され音声も切られる。動いてる様子はかすかにわかるので、暗転後もボディランゲージするものもいる。最下位同点の場合は全員脱落。カンニングは不正とみなされ、MCにより罰金300万が言い渡されている。ステージ中鐘が何度鳴るかは不定である。
決勝ステージ　世界初?! リモート早押しQ
1stステージをクリアしたチャレンジャーによる全問早押し問題。回答できるのは1問につき原則1度だけ。1stステージと異なり一部問題ではインターネット検索も可能。3問先取したチャレンジャーが優勝となる。
超難問Q 1問だけ挑戦
優勝者に与えられる4択のボーナスクイズ。正解すれば賞金が与えられる。GAG宮戸が2日目の5月5日配信分で前日繰り越し分の100万円を合わせた200万円を獲得した。

## 出演者

### レギュラーMC
- 加藤浩次（極楽とんぼ）

### 進行アシスタント
- 瀧山あかね（AbemaTVアナウンサー）

### チャレンジャー
出演日時は事前未発表。
|                          | 5月4日   | 5月5日   | 5月6日   |
| クイズテーマ             | トレンド | ひらめき | 難問     |
| ------------------------ | -------- | -------- | -------- |
| 山本圭壱（極楽とんぼ）   | 出演     | 出演     | 決勝進出 |
| 矢口真里                 | 優勝者   | 決勝進出 | 決勝進出 |
| おばたのお兄さん         | 出演     | 出演     |          |
| 井上裕介（NON STYLE）    |          | 決勝進出 | 出演     |
| 土佐卓也（土佐兄弟）     | 決勝進出 |          | 決勝進出 |
| 土佐有輝（土佐兄弟）     | 出演     | 出演     | 出演     |
| 西野未姫                 | 出演     | 出演     |          |
| 宮戸洋行（GAG）          |          | 優勝者   | 優勝者   |
| ゆきりぬ（YouTuber）     | 出演     | 決勝進出 | 出演     |
| フワちゃん               |          |          | 決勝進出 |
| 岡田紗佳                 | 決勝進出 | 決勝進出 | 出演     |
| 黒木ひかり               | 決勝進出 | 出演     | 出演     |
| 大原優乃                 | 出演     |          | 出演     |
| 橋本稜（スクールゾーン） | 決勝進出 | 出演     |          |
| 都留拓也（ラパルフェ）   | 決勝進出 | 決勝進出 | 出演     |

## スタッフ
- 制作著作 - AbemaTV